# Enrico De Cillia
Enrico De Cillia (Treppo Carnico, 31 agosto 1910 – Udine, 10 maggio 1993) è stato un pittore italiano.
Noto con l'appellativo "il pittore del Carso".

## Biografia
Nasce a Treppo Carnico nel 1910. Rimasto orfano di entrambi i genitori a 8 anni, lasciò il paese natio a 13 anni per recarsi a Udine, dove apprese i primi rudimenti di arte presso lo studio del pittore carnico Giovanni Moro. In quegli anni apprese la tecnica del l'affresco, e quindi collaborò alla realizzazione di essi in numerose chiese friulane.
Fino al 1940 esercita questo mestiere, ma parallelamente coltiva la passione per la pittura ed espone in alcune mostre udinesi e veneziane con piccoli paesaggi e nature morte dai toni cupi.
Il suo esordio non è tra i più felici, ma è proprio durante gli anni ’40 che De Cillia si afferma come pittore, figurando nei principali eventi espositivi udinesi come l’anticipatore del realismo in Friuli, e ottenendo successo di critica e consenso di pubblico, tanto che il suo nome viene inserito accanto a quello dei Maestri d’arte più famosi della nazione.
Nel 1954 apre a Udine la Galleria del Girasole, in vicolo d’Arcano, presso via Aquileia la quale diventa un dinamico centro culturale di contatti e di incontri, in quanto De Cillia ha al suo attivo non solo il rapporto con gli altri artisti friulani, ma anche stretti contatti a livello nazionale; per citare solo alcuni dei nomi che si ritrovano tra gli espositori più assidui al Girasole ecco Renato Guttuso, Aligi Sassu, Mario Sironi, Giacomo Manzù, Filippo De Pisis affiancati dai friulani Giuseppe Zigaina, Anzil Toffolo, Angelo Variola, Carlo Ciussi, Giorgio Celiberti, Sergio Altieri, Edoardo Devetta.
Nel 1956 trasferisce la sua galleria nella sede lungo la salita del Castello di Udine e De Cillia ne affida la gestione al figlio Giorgio, fino alla costituzione, nel 1992, di un’Associazione culturale. Sono più di cinquecento le mostre allestite, quasi sempre accompagnate da opuscoli o da vere e proprie pubblicazioni. La galleria si distingue fin dai primi tempi per l’ambiziosa apertura ad artisti di valore: nel 1958, nel 1962 e nel 1968 opere di Picasso sono state esposte in galleria. Anche Chagall è stato più volte esposto e portato all'attenzione dalla galleria. 
Giunto alla maturità artistica, Enrico De Cillia, si concentra nelle sue opere in territorio carsico, ed è per questo motivo che è diventato noto come il "pittore del Carso". I paesaggi che dominano le sue tele, rappresentano come tematica principale vegetazione in qualsiasi stagione, anche se prediligeva quella autunnale per via dei colori e delle sfumature tendenti a toni tetri. I suoi paesaggi sono isolati e solitari, l’uomo assente: luoghi impervi e polverosi diventano, così, trasfigurazione profonda e amara dell’esistenza umana. In seguito la sua pittura tenderà sempre più agli aspetti strutturali della forma, prendendo le distanze dalla pura descrizione. La sua pittura è dominata da un tratto veloce e quasi monocromatico, con esplosioni di colore repentine. 
Nel 1975 De Cillia dona al Comune di Treppo Carnico cinquanta opere della sua collezione personale tra le quali opere di Altieri, Anzil, Bierti, Borta, Bront, Canci, Magnano, Celiberti, Ciussi, Coceani, Colò, Cussigh, Davanzo, Filipponi, Marra, Merlo, Pellis, Pittino, Saccomani, Sopracasa, Supan, Tavagnacco, Tubaro, Ursella, Variola, Zigaina ed altri ancora. Successivamente nuove opere hanno arricchito la raccolta, principalmente olii, disegni, stampe e sculture; importanti documenti relativi all'arte nazionale ed estera contribuiscono oggi a rendere la Galleria un percorso espositivo d'alto livello. Nasce così ufficialmente la pinacoteca, ora Galleria d’Arte Moderna De Cillia, seconda per importanza in provincia solo dopo quella di Udine.